# Bahnstrecke Monti–Tempio Pausania
| |                          |                                   |                                   |
| Streckenlänge: | 39,3 km                  |                                   |                                   |
| Spurweite: | 950 mm (ital. Meterspur) |                                   |                                   |
| |                          |                                   |                                   |
| \| \| 0,0 \| Monti (SFSS) Übergang zur FS \| 290 m s.l.m. \| \| \| 4,4 \| Telti \| 384 m s.l.m. \| \| \| 6,8 \| Piras \| 438 m s.l.m. \| \| \| 14,8 \| Rifornitore \| 569 m s.l.m. \| \| \| 27,0 \| Calangianus SFSS \| Calangianus SFSS \| \| \| \| Bahnstrecke von Palau \| \| \| \| 28,3 \| Luras \| 459 m s.l.m. \| \| \| 31,0 \| Nuchis \| 440 m s.l.m. \| \| \| \| \| \| \| \| 39,3 \| Tempio Pausania \| 546 m s.l.m. \| \| \| \| Tempio Pausania alter Bf bis 1930 \| \| \| \| \| Bahnstrecke nach Sassari \| \| |                          |                                   |                                   |
| Kopfbahnhof Streckenanfang (Strecke außer Betrieb) | 0,0                      | Monti (SFSS) Übergang zur FS      | 290 m s.l.m.                      |
| Bahnhof (Strecke außer Betrieb) | 4,4                      | Telti                             | 384 m s.l.m.                      |
| Haltepunkt / Haltestelle (Strecke außer Betrieb) | 6,8                      | Piras                             | 438 m s.l.m.                      |
| Haltepunkt / Haltestelle (Strecke außer Betrieb) | 14,8                     | Rifornitore                       | 569 m s.l.m.                      |
| Bahnhof (Strecke außer Betrieb) | 27,0                     | Calangianus SFSS                  | Calangianus SFSS                  |
| Abzweig ehemals geradeaus und von rechts |                          | Bahnstrecke von Palau             | Bahnstrecke von Palau             |
| Bahnhof | 28,3                     | Luras                             | 459 m s.l.m.                      |
| Haltepunkt / Haltestelle | 31,0                     | Nuchis                            | 440 m s.l.m.                      |
| Verschwenkung von links · Verschwenkung von rechts (Strecke außer Betrieb) |                          |                                   |                                   |
| Bahnhof · Strecke (außer Betrieb) | 39,3                     | Tempio Pausania                   | 546 m s.l.m.                      |
| Strecke · Kopfbahnhof Streckenende (Strecke außer Betrieb) |                          | Tempio Pausania alter Bf bis 1930 | Tempio Pausania alter Bf bis 1930 |
| Strecke |                          | Bahnstrecke nach Sassari          | Bahnstrecke nach Sassari          |

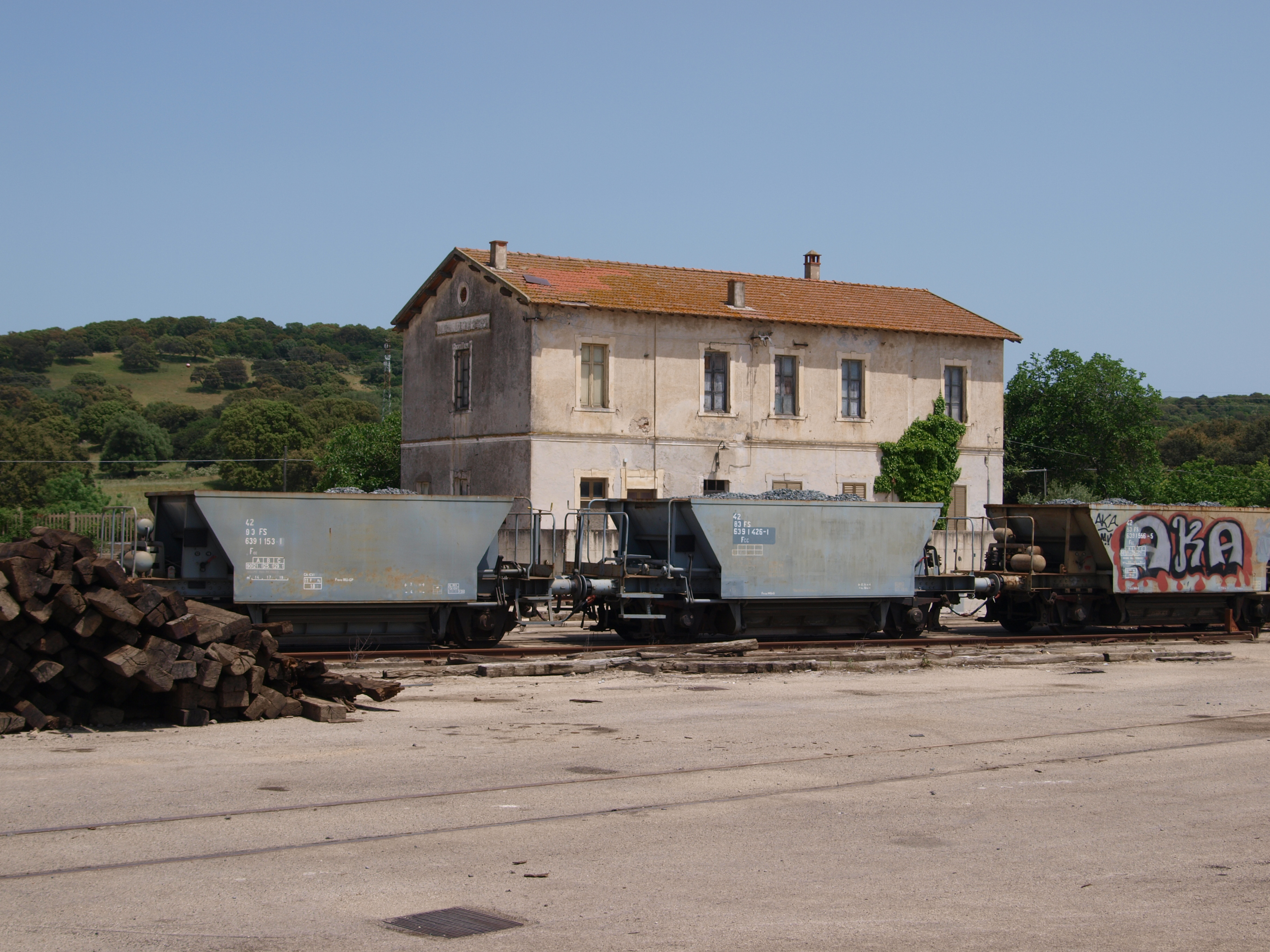
Bahnhof Monti SFSS

Die Bahnstrecke Monti–Tempio Pausania war eine schmalspurige Nebenbahn auf Sardinien. Die 1888 eröffnete Bahnstrecke wurde 1958 weitgehend stillgelegt.

## Geschichte
Am 15. Februar 1888 konnten die Strade Ferrate Secondarie della Sardegna (SFSS) den Betrieb zwischen Monti und Tempio Pausania aufnehmen. Drei Jahrzehnte später hatten die SFSS große Probleme, wurden 1921 aufgelöst und die Ferrovie Complementari della Sardegna (FCS) übernahmen nun den Eisenbahnverkehr. Eine weitere Bahngesellschaft, die Società anonima Ferrovie Settentrionali Sarde (SFSS), konnte am 16. November 1931 die abzweigenden Strecken Sassari–Tempio Pausania sowie am 18. Januar 1932 Luras–Palau eröffnen und den durchgehenden Verkehr Sassari–Palau aufnehmen. Tempio war nun zum Eisenbahnknoten mit einem neuen großen Bahnhof geworden. Allerdings war auch dieser Eisenbahngesellschaft kein Glück beschieden und die Strade Ferrate Sarde (SFS) übernahmen schon 1933 diesen Verkehr.
Ab 1941 wurde nun die Bahnstrecke Monti–Tempio ebenso wie die Bahnstrecke Sassari–Alghero durch die SFS übernommen. Damit war in Nordsardinien ein einheitliches schmalspuriges Netz entstanden. Allerdings konnte dies den Abschwung auch nicht aufhalten und am 21. Juli 1958 wurde der Eisenbahnverkehr von Monti nach Tempio eingestellt. Lediglich einige Kilometer zwischen Luras und Tempio werden noch heute, inzwischen durch die 1989 gegründeten Ferrovie della Sardegna (FdS) im Ausflugsverkehr des Trenino Verde genutzt.